# Len Barker
Leonard Harold Barker III (nascido em 7 de julho de 1955) melhor conhecido como Lenny Barker ou Len Barker, é um ex-jogador profissional de beisebol da Major League Baseball que atuou como arremessador titular destro. Arremessou o décimo jogo perfeito na história do beisebol. Barker arremessou pelo Texas Rangers (1976–78), Cleveland Indians (1979–83), Atlanta Braves (1983–85) e Milwaukee Brewers (1987). Durante seus 11 anos de carreira, Barker conseguiu 74 vitórias, 975 strikeouts e 4.34 de ERA.

## Jogo perfeito
A mais notável façanha de Barker ocorreu em 15 de maio de 1981 jogando pelo Cleveland Indians. Em uma noite fria e úmida em Cleveland, Barker arremessou o décimo jogo perfeito na história do beisebol, batendo o Toronto Blue Jays, por 3 a 0 (o jogo foi originalmente descrito como sendo o nono jogo perfeito na história das grandes ligas até a liga, posteriormente, mudar os critérios para um jogo ser reconhecido como perfeito). A última eliminação foi em bola voadora pega por Rick Manning no campo central. Os arremessos de Barker foi tão consistente que nenhum rebatedor dos Blue Jays alcançou três bolas na contagem.
O jogo de Barker foi um dos apenas 23 na história da Major League e é também o último no-hitter dos Indians. "Eu me deparo com pessoas quase todos os dias que querem falar sobre isso", Barker disse em 2006.  "Todo mundo diz: 'Você deve estar cansado de falar sobre isso.' Eu digo, 'Não, é algo para se orgulhar.' É algo especial."
Barker foi selecionado para o All-Star Game de 1981, que aconteceu no Cleveland Municipal Stadium em 9 de agosto.